# Yedidya Vital
Yedidia Vital (2 de octubre de 1984, Jerusalem ) es un actor israelí, hijo del escultor, pintor y arquitecto Benjamín Michal Vital.

## Biografía
Vital estudió en la Escuela Democrática de Hadera. Hizo el servicio militar en el Tzahal y comenzó a estudiar interpretación después de graduarse en la escuela de actuación Nissan Nativ. Actuó en la película Lemon Popsicle 9 - La celebración continúa(2001), y en muchos cortometrajes, incluyendo "El reclutamiento por la Noche" (2004) y "Camino simni" (2006), donde actuó junto a Moshe Ivgy.
Apareció en la serie de televisión "Octeto" del canal infantil, en la cual interpretó el papel de "Nini Dvir" durante tres temporadas. Entre los años que desempeñó papeles de reparto en la primera temporada de la serie "La Isla", como "Bock", y el drama "amor Anne" en el Canal 10 como "Yoav". También fue un invitado de "asunto la semana" (serie de televisión),"pijama", "Arriba", "detective privado Mandelbaum" y mucho más. Además actuó en dos temporadas de la serie "Billy" de Disney Channel, que desempeñó el papel de "Noam Segev". En 2009 participó en la miniserie "Siempre el mismo sueño", dirigida por Eytan Fox, que desempeñó el papel de "Uri Zahavi" (Miss Sunshine), y en 2010 una serie de niños "Porcupine operación" canal de difusión lógica. En 2009-2011  interpretó el personaje "Omer Teneh" en la serie de televisión Split.